# 지유노모리가쿠엔 중고등학교

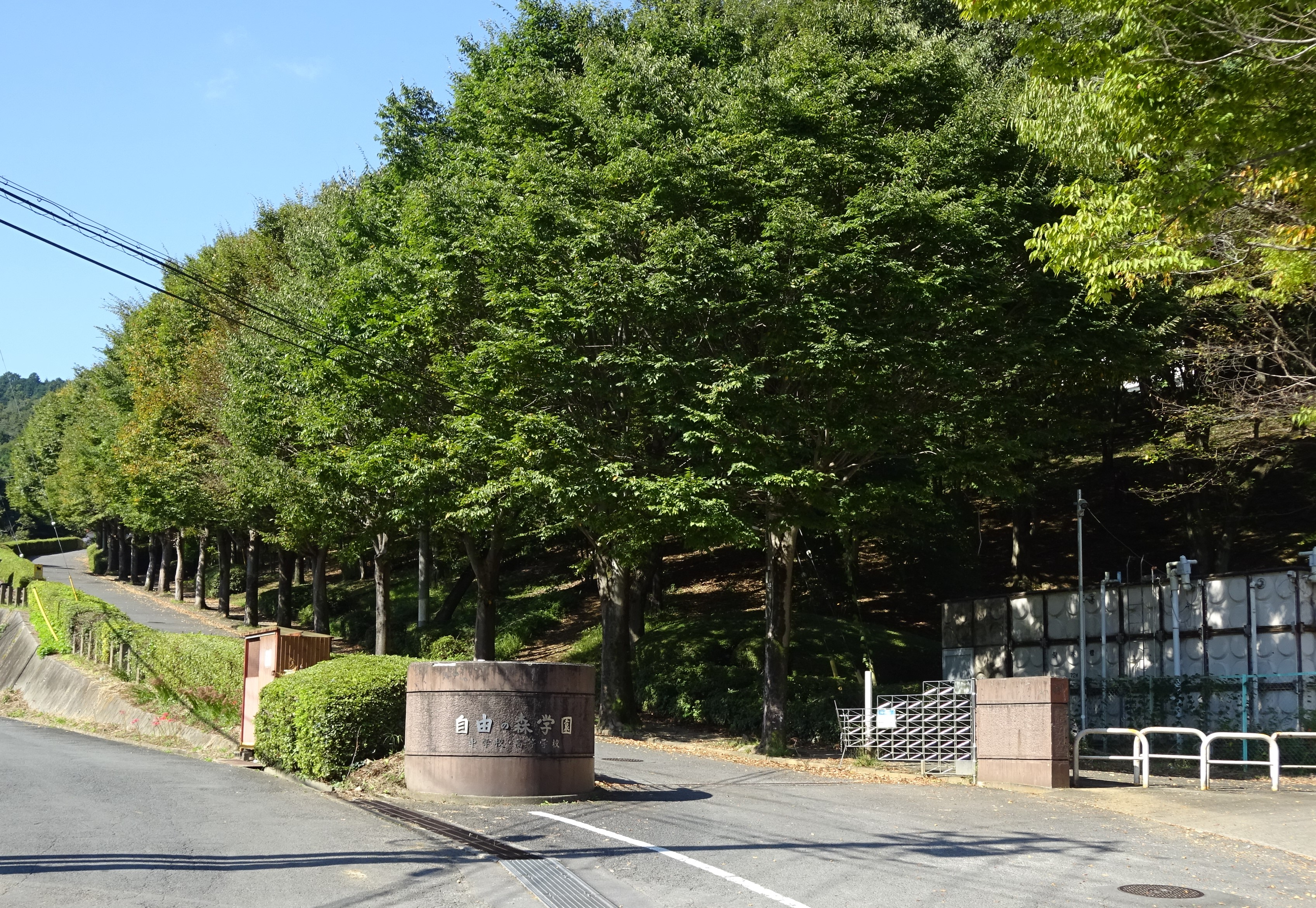

지유노모리가쿠엔 중고등학교(일본어: 自由の森学園中学校・高等学校→자유의 숲 학원 중고등학교)는 일본 사이타마현 한노시에 소재한 사립 대안학교다. 중학교-고등학교 병설학교다.

## 특징
"모든 생도가 인간다운 인간으로 성장하는 것을 촉진하는 것을 목표로 교육"하는 것을 표방하며, 시험점수와 성적에 의한 서열화가 그것을 방해한다고 여겨 정기적 시험 같은 것을 기본적으로 실시하지 않는다. 각 교과는 자기평가 및 그에 관한 교과담임의 의견으로 이루어지는 평가표를 만들어 성적표를 대신한다. 평가표는 총 9교과 또는 10교과로 이루어진다.
모든 교내 행사는 학생실행위원회와 교원실행위원회의 협의에 의해 이루어진다. 매년 가을 공개교육연구회를 열고 수업을 공개하여 토론회를 개최한다. 학생과 교사 뿐 아니라 일반인 방청자도 토론에 참여할 수 있다.
정원 150명의 기숙사를 운영하여 학교에서 먼 지역에서의 입학자도 받아들인다.
교복, 교가, 교표, 학생수첩이 없다. 다만 학생증은 있다. 입학연령에 얽매이지 않아 학생들의 연령이 다양하다. 과년도생을 받아들이고 있다.
학비는 첫 해 납부금 기준 98만 엔이다.

## 역사
1983년 "자유의 숲 학원을 지지하는 모임"이 설립되었고 그 모임의 회비가 학교법인 설립기금이 된다. "자유의 숲 학원 설립준비위원회"를 조직, 법인설립을 위한 운동이 시작되었다. 2년 뒤인 1985년 2월 "학교법인 지유노모리가쿠엔"이 사이타마 현에 설립인가를 받았다. 곧이어 우라와 시(현 사이타마 시 우라와 구)의 회관에서 제1회 입학시험을 실시하고 같은 해 4월 개교했다.
1988년 3월 13일 제1회 졸업식이 있었고, 2007년 제20회 졸업식을 치르면서 누적 졸업생이 5000명을 초과했다.

## 행사
- 입학식(入学式): 중학부 입학식과 고등학부 입학식은 서로 다른 날짜에 열린다.
- 학원제(学園祭): 매년 가을에 2일에 걸쳐 개최되며, 명칭은 매년 실행위원회에 의해 결정된다.
- 체육제(体育祭): 매년 5월에 개최된다. 명칭은 매년 실행위원회에 의해 결정된다.
- 음악제(音楽祭): 매년 12월 개최된다. 자유단체 합창합주와 각 반, 각 학년 단위 합창이 진행된다. 학년 합창을 제외하면 선곡은 자유롭다.
- 학습발표회(学習発表会): 연말에 개최된다. 보통 연말 일정을 고려하여 평일에 개최하는 경우가 많다. 전시, 무대발표를 중심으로 고교부의 경우 학원에서 3년간 배운 바를 발표한다.
- 중학수학여행(中学修学旅行): 매년 7월 오키나와로 수학여행을 간다. 여행 코스는 학생들이 스스로 기획한다.
- 졸업식(卒業式): 명칭은 매년 달라지지만 내용은 거의 불변이다. 중학부 졸업식과 고등학부 졸업식은 서로 다른 날짜에 열린다. 졸업생 한 사람 한 사람이 이름을 불려 졸업장을 받으며, 모두 완료되는 데 대략 오후 1시부터 오수 6시까지 5시간 정도가 소요된다.

## 동아리
운동계 동아리는 남자축구부, 여자축구부, 농구부, 육상부, 중국무용부,  향토예능부, 민족무용부, 배드민턴부, 카바디부 등이 있다.
문화계 동아리는 경음악부, 연극부, 사진부, 문예부, 인력비행기부, 문화(文画)부, 철도연구부, 개고양이 동아리, 생물부, 유리세공부, 장기 동아리, 영화부, 논농사부, 수품(手品)부, 시대극 동아리, 삼바 동아리, 오컬트 동아리, 게임제작 동아리, 종이풍선 동아리, 발성 동아리, 도장 동아리, 현대기술연구 동아리, 여행 동아리 등이 있다.